# アブドゥッラー・ブン・アブドゥルマリク
アブドゥッラー・ブン・アブドゥルマリク（アラビア語: عبد الله بن عبد الملك, ラテン文字転写: ʿAbd Allāh b. ʿAbd al-Malik, ギリシャ語: Ἀβδελᾶς, ラテン文字転写: Abdelas, 677頃または680年頃 - 749年または750年）はウマイヤ朝の王族であり、初期には将軍として主にアルメニア方面の軍事活動に従事し、その後は705年から709年にかけてエジプト総督を務めた人物である。

## 経歴
アブドゥッラーは677年頃か680年頃に生まれ、ウマイヤ朝の首都であるダマスクスで育った。父親はカリフのアブドゥルマリク（在位：685年 - 705年）であり、母親はアブドゥルマリクのウンム・アル＝ワラド（内妻）の一人であった。若い頃には何度か父親の軍事遠征に同行したが、アブドゥッラー自身の事績に関する史料上の初出は700年か701年にビザンツ帝国の将軍のヘラクレイオスによる攻撃に対する報復として自ら軍事遠征を率いた出来事についてである。この遠征でアブドゥッラーは国境のテオドシオポリスの要塞を占領し、小アルメニアを襲撃した。701年にはイブン・アル＝アシュアスの反乱を鎮圧するために叔父のムハンマド・ブン・マルワーンとともにイラクへ派遣され、イラク総督のアル＝ハッジャージュ・ブン・ユースフを支援した。その翌年にはムハンマド・ブン・マルワーンによって征服されたばかりであったユーフラテス川の東方に位置する旧ビザンツ帝国領のアルメニア諸州が反乱を起こし、反乱はアルメニアのほぼ全土に広がった。アブドゥッラーは703年にキリキアのモプスエスティア（アル＝マッシーサ）を征服し、キリキアにおける最初のウマイヤ朝の主要拠点としてモプスエスティアを再強化した。その後はムハンマド・ブン・マルワーンとともにアルメニアに対する軍事行動を率いて反乱を鎮圧した。9世紀の歴史家のハリーファ・ブン・ハイヤートによれば、父親のアブドゥルマリクはこの頃にアブドゥッラーをジュンド・ヒムスの総督に任命したが、別の歴史家であるバラーズリーはワリード1世（在位：705年 - 715年）が任命したと主張している。
アブドゥッラーは704年の後半にアルメニアから呼び戻され、705年に長年にわたり叔父のアブドゥルアズィーズ・ブン・マルワーンが務めていたエジプト総督の後任となった。アブドゥルアズィーズは20年間エジプト総督の職にあり、エジプトを事実上の私領としていたため、アブドゥッラーによる統治はウマイヤ朝政府によるエジプト全域の支配の確立に向けた努力に向けられていた。この政策はアブドゥルアズィーズが注意深く任用していた現地の支配者層を犠牲にする形で実行された。アブドゥッラーは叔父が任用していた人々を解任し、政府の行政をコプト語に替えてアラビア語で行うように要求した。その一方でエジプトはアブドゥッラーの在任中にイスラーム教徒の支配下における最初の飢饉に見舞われ、アブドゥッラー自身は汚職や公金横領に対する非難を浴びた。アブドゥッラーは708年か709年に更迭され、カリフによって自身の資産を没収された。また、在任中にアブドゥッラーは多くの現地の軍事指導者、特にイフリーキヤ総督のムーサー・ブン・ヌサイルと対立していた。
その後のアブドゥッラーの動向は749年か750年にアッバース朝の初代カリフであるサッファーフ（在位：750年 - 754年）によってヒーラで磔刑に処されたという9世紀の歴史家のヤアクービーによる記録を除いて何も知られていない。